# Europa-Parlamentsvalg
Valg til Europa-Parlamentet finder sted hvert femte år af almindelig voksen valgret. 751 MEP'er vælges til Europa-Parlamentet, som er blevet valgt direkte siden 1979. Ingen anden EU-institution vælges direkte, hvor Rådet for Den Europæiske Union og Det Europæiske Råd kun indirekte legitimeret gennem nationale valg. Mens europæiske partier har ret til at føre valgkamp på EU-plan for de europæiske valg, foregår kampagner stadig gennem nationale valgkampagner, hvor der reklameres for nationale delegerede fra nationale partier.

## Afstemningssystem
Der er ikke noget ensartet valgsystem for valg af medlemmer; snarere kan hver medlemsstat frit vælge sit eget system,men er underlagt tre begrænsninger:
- Systemet skal være en form for forholdstalsvalg i henhold til enten partiliste eller overførsel af overskydende stemmer.
- Valgområdet kan opdeles, hvis dette ikke vil generelt påvirke den forholdsmæssige karakter af afstemningssystemet.
- Enhver grænse på nationalt plan må ikke overskride fem procent.[3]

## Valgdeltagelse
Valgdeltagelsen ved Europa-Parlamentsvalg er forholdsvis lav, og har været stødt faldende fra 63 % i 1979 til 42,6 % i 2014.. I Slovakiet har valgprocenten ligget under 20.
I Danmark har valgdeltagelsen generelt ligget omkring 50 %, men ved Europa-Parlamentsvalget 2009 steg den dog til næsten 60 %,, og ved valget i 2019 steg valgdeltagelsen til 66,1 % – det hidtil højeste.

### Mandatfordeling
| 3 | 2 | 1 | 1 | 4 | 3 | 1 | 1 |

| 11 | 5 |

| 3 | 4 | 1 | 1 | 4 | 2 | 1 |

| 9 | 7 |

| 4 | 2 | 2 | 1 | 4 | 3 |

| 10 | 6 |

| 3 | 1 | 3 | 1 | 2 | 2 | 4 |

| 9 | 7 |

| 3 | 1 | 1 | 1 | 3 | 1 | 1 | 5 |

| 10 | 6 |

| 5 | 1 | 1 | 1 | 1 | 1 | 1 | 3 |

| 9 | 5 |

| 4 | 1 | 2 | 1 | 2 | 3 |

| 7 | 6 |

| 3 | 1 | 1 | 1 | 1 | 4 | 2 |

| 8 | 5 |

| 3 | 2 | 1 | 2 | 1 | 4 | 1 |

| 9 | 5 |

| 3 | 1 | 1 | 3 | 1 | 1 | 1 | 2 | 1 | 1 |

| 10 | 5 |